# 孔貞一
孔貞一（1558年—1615年），字道原，號紹虞，河南開封府杞县人。明朝政治人物、進士出身。

## 生平
幼聪敏，年十二，为学使者所赏拔入庠。万历十三年（1585年），年二十八，应乙酉省试，时场中犹阅墨牍，主司见其规格严整，疑为老宿已入彀矣，而抑之，副车撤棘，知是贞一，悔之。贞一退，益肆力于学。萬曆十六年（1588年）戊子乡试第三，十七年（1589年）聯捷己丑科進士，初任江陵县知县，下车首革衙蠹之弊，钱粮严禁火耗，无论需索概绝，即收者稍溢于额，必痛惩之。江堤颓圮，裁浮费，雇工筑之，民若不知堤之成者。莅陵八年，荆人思之，比去，特为建庙，与汉刘琨并祀。
萬曆三十年（1602年），擢福建道監察御史，巡视城务，一时巨憝如李五秃子之流，结连勋戚諸璫势，倾中外，卿相侧目。孔貞一擒得之，立毙杖下，自是权贵斂迹，畿甸肃然。萬曆三十二年（1604年），出按漕運，時河务方殷，董河尚书利速成功，濬治多不如法，貞一具疏劾之。承平日久，举人居乡有不法者，贞一请听各直省巡按御史考察，遂著为例。萬曆三十四年（1606年），出按四川，括赎锾，抵全蜀商税三万两，拂税璫丘乘云意，累疏诘辨，终不为挠。又请蠲岁输扇金，得免其半。萬曆三十六年（1608年），按京畿，奏临洺关远于郡邑，请设府佐以弹压之。萬曆三十七年（1609年）冬，奉命掌庚戌大计，条陈计典诸事务，甄别之当，百度折服。不久，因继母王孺人去世，丁忧归家守令，欲一识面不可得。四十一年補江西道御史，管京畿道事，因病未赴任，四十三年七月升大理寺左寺丞，赴任二十日而卒。贞一素性謇谔，风节挺然，居官三十年，食不重味，服必布素。夙兴夜寐，始终如一。在西台，疏不下数百上，皆有禆时政，上每优诏答之。巡方所至，苞苴请托，概为禁绝。神宗知其賢，方将柄用，而贞一卒，年五十八。

## 家族
曾祖孔立表，壽官。祖父孔弘載。父孔聞詩，封江陵縣知縣，晋封監察御史。母路氏，贈孺人；继母王氏，封孺人。
貞一生五子：時清、時任、時和、時宜、時發。